# Gonario Gianoglio
Gonario Gianoglio (Orani, 1º gennaio 1932 – Cagliari, 13 ottobre 2021) è stato un politico italiano, sindaco di Nuoro dal 1964 al 1969 e successivamente consigliere e assessore regionale della Sardegna.

## Biografia
Laureato in giurisprudenza alla facoltà di legge dell'Università statale di Genova, ricoprì incarichi nazionali presso l' ACLI. Eletto sindaco di Nuoro nel 1964 all'età di 32 anni, conservò tale carica sino al 1969, data in cui venne eletto come consigliere regionale della Sardegna per tre legislature dove ricoprì incarichi di Giunta, come assessore a Rinascita, bilancio e urbanistica (1973), Bilancio, programmazione e rinascita (1973 - 1974), Industria e commercio (1974 - 1977) e Programmazione, bilancio e assetto del territorio (1978 - 1979).